# Yapısıgüzel
Koordinaten: 36° 36′ 10″ N, 34° 15′ 7″ O

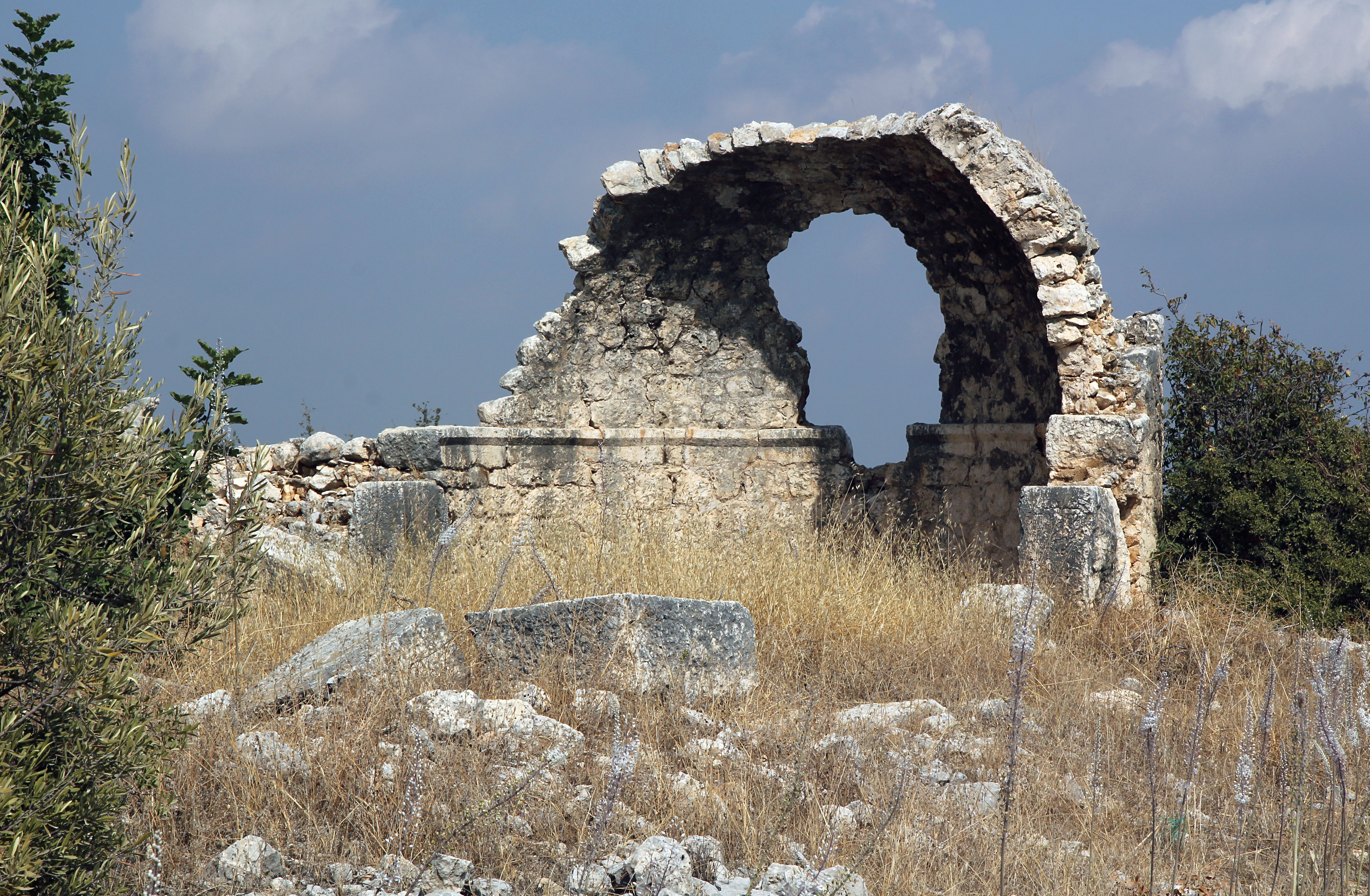
Apsis der Südkirche von Südwesten

Yapısıgüzel ist die türkische Bezeichnung für die Ruinen einer Kleinsiedlung im Rauen Kilikien in der Südtürkei, die von hellenistischer über römische bis in frühbyzantinische Zeit in Benutzung war.

## Lage
Der Ort liegt etwa fünf Kilometer nordwestlich des Zentrums von Erdemli, dem antiken Kalanthia, im gleichnamigen Bezirk der Provinz Mersin. Er liegt damit nahe einer von Kalanthia nach Tetrapyrgia (heute Kemer Yayla) führenden Straße, die in der Tabula Peutingeriana als Nebenstrecke der Verbindung von Ikonion (Konya) nach Pompeiopolis (bei Mersin) verzeichnet ist. Die antike Straße führte etwa 900 Meter östlich an Yapısıgüzel vorbei. Heute ist der Ort über die Straße von Erdemli nach Güzeloluk zu erreichen. Etwa zwei Kilometer nordwestlich liegt der antike Wirtschaftshof Çet Tepe, in der östlichen Umgebung der Siedlungsplatz von Şaha, von dem nur wenige Hausgrundrisse geblieben sind, und vier Kilometer westlich die Ruinen von Köşkerli. Die Orte gehörten in der Antike vermutlich zur Chora von Elaiussa Sebaste, das etwa 15 Kilometer südwestlich an der Küste beim heutigen Ayaş lag.

## Beschreibung
Die Siedlung liegt auf einem von Südwesten nach Nordosten gestreckten, ovalen Hügel. Es sind etwa 30 Hausgrundrisse zu erkennen, die zum Teil schiefwinklig verzogen sind. Einige sind in Polygonalmauerwerk oder Großquadern errichtet, der weitaus größte Teil in Kleinquadern. Daraus kann auf eine Entstehung des Ortes in hellenistischer Zeit geschlossen werden, die Kleinquader weisen jedoch darauf hin, dass die umfangreichste Bautätigkeit erst in frühbyzantinischer Zeit im 5. und 6. Jahrhundert stattfand. Die meisten Häuser waren zweigeschossig, die Innenräume durch Gurtbögen oder Trennwände aufgeteilt. Die Erdgeschossräume wurden wahrscheinlich als Ställe oder Wirtschaftsräume genutzt, die Wohnräume lagen im Obergeschoss. Jedes Haus verfügte über eine Zisterne, wovon einige im Innenbereich liegen. Neben den Häusern sind Wirtschaftsgebäude wie Ölpressen und -mühlen zu erkennen, von denen einige in großformatigen Polygonalmauerwerk erbaut waren. Im nördlichen Teil der Hügelkuppe, etwa zwischen den beiden Kirchen (siehe unten), steht der umfangreiche Hauskomplex B. Er ist mit Kleinquadern errichtet. die an einigen Stellen im unteren Bereich auf Resten von älterem kleinformatigen Polygonalwerk stehen. Ein Haus am oberen Südhang besteht vollständig aus Großquadern. Die Christliche Archäologin Ina Eichner, die in den 2000er Jahren einen Survey zur Aufnahme frühbyzantinischer Wohnhäuser in Kilikien durchführte, untersuchte besonders das etwas abseits der Siedlung im Süden auf dem Hang, etwa 30 Meter unterhalb des Großquaderhauses, gelegene Haus A. Sie identifizierte im Erdgeschoss Reste einer Ölmühle und einer Ölpresse, daneben Lagerräume. Die Wohnräume lagen vermutlich ebenfalls im Obergeschoss. Sie datiert das Gebäude infolge des Mauerwerks auf das 5. bis 6. Jahrhundert.
Zu dem Ort gehörten zwei Kirchen. Die Nordkirche lag am östlichen Ende der Ortschaft, sie war eine dreischiffige Säulenbasilika. Sie hatte einen Narthex im Südwesten sowie eine Apsis im Nordosten. Letztere wurde von den im Rauen Kilikien üblichen Seitenräumen flankiert. Erhalten ist lediglich die Südwestecke des Naos, alle anderen Wände sind nur noch als Grundriss erkennbar, wobei noch Reste von Säulen im Innenbereich liegen. Die Kirche ist in zweischaligem Mauerwerk aus Kleinquadern errichtet. Etwa 50 Meter südlich liegt die Südkirche, eine ebenfalls dreischiffige Pfeilerbasilika. Sie ist gleichartig ausgerichtet mit Vorraum im Südwesten und Apsis im Osten, die hier jedoch keine Nebenräume hatte. Stattdessen schloss sich im Nordosten an das dortige Seitenschiff ein Anbau mit einer weiteren, kleineren Apsis an. Von der Südwestwand des Narthex ist ein niedriger Teil erhalten, der erkennen lässt, dass die Wand – im Unterschied zum sonst zweischaligen Bruchsteinmauerwerk – im unteren Bereich aus Polygonalmauerwerk besteht, das von einem Vorgängerbau übernommen wurde. Beide Kirchen werden von Ina Eichner auf Grund des Mauerwerks ins 5. bis 6. Jahrhundert datiert.
Südlich und nördlich der Siedlung liegen in einer Entfernung von jeweils etwa 300 Metern zwei Einzelgehöfte aus spätantiker Zeit.

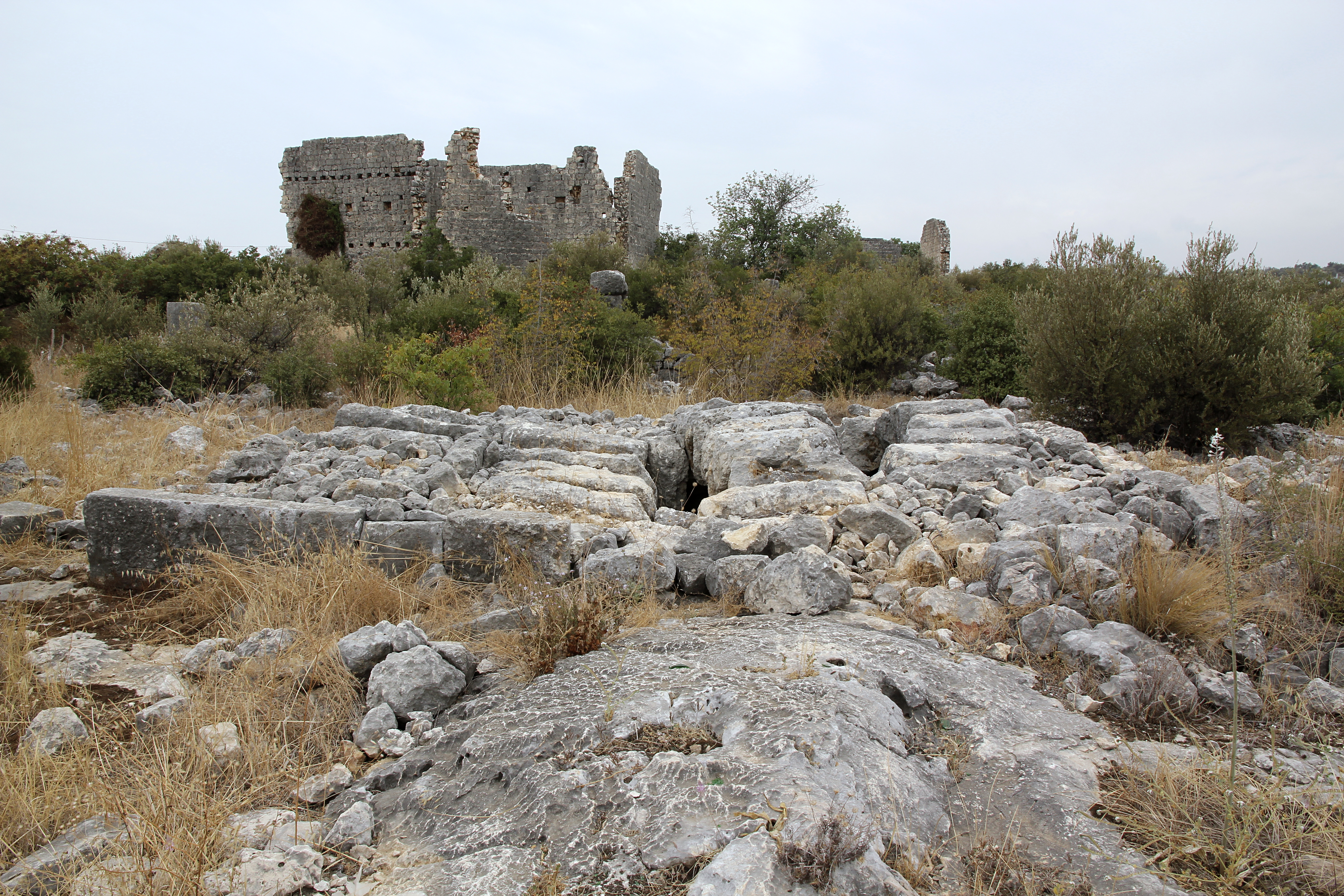
Zisterne, dahinter Hauskomplex B
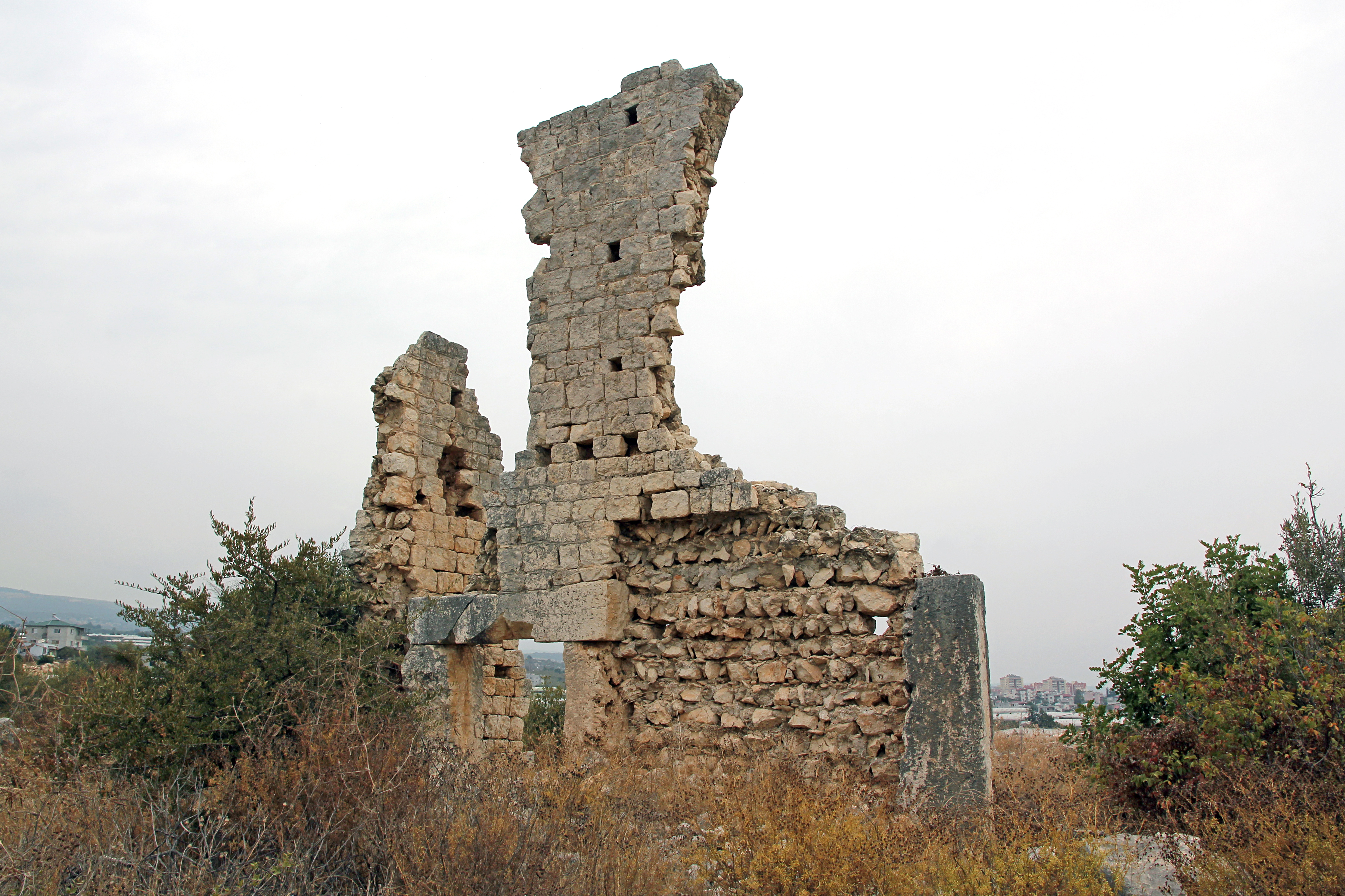
Narthexwand der Nordkirche von Süden
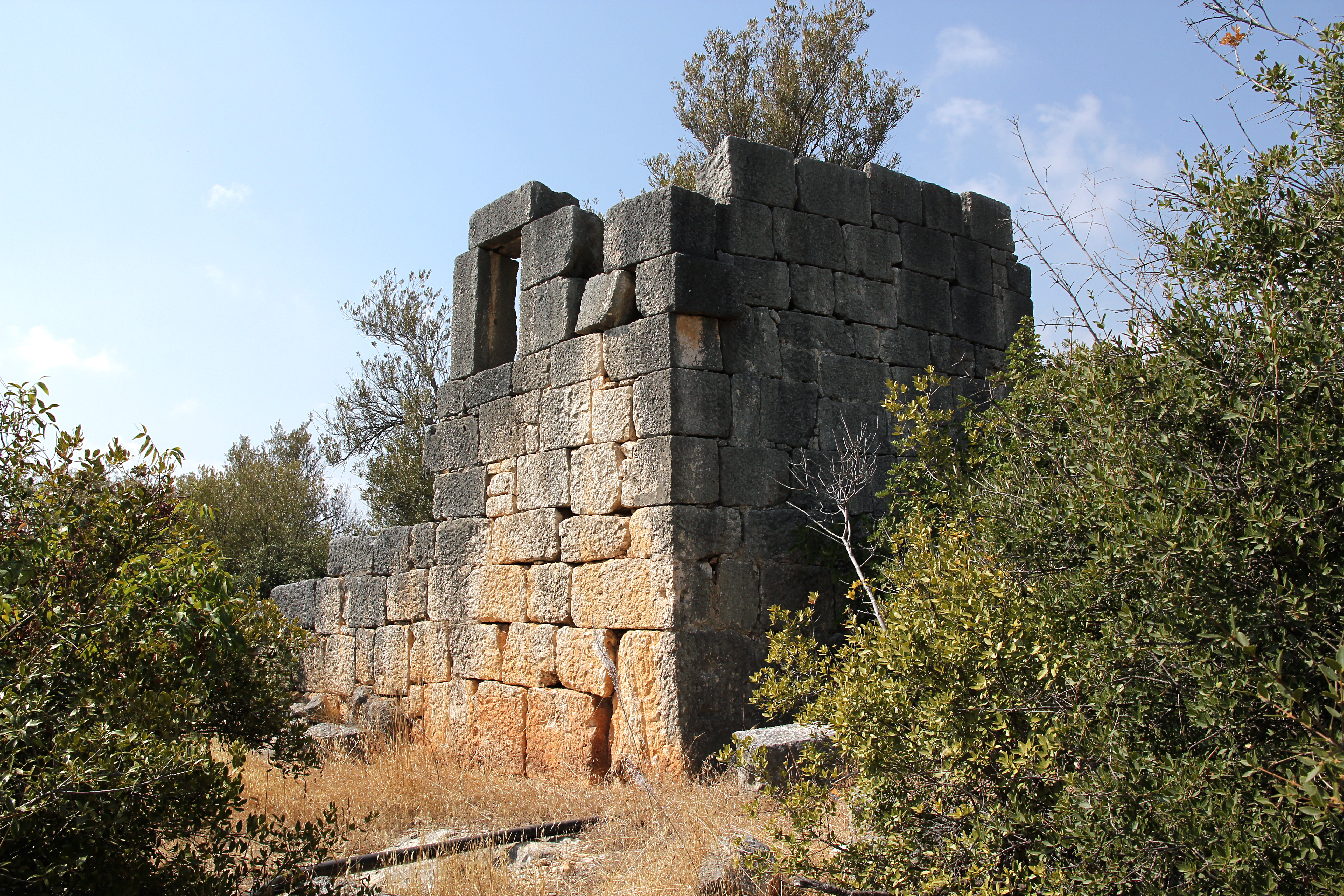
Haus aus Großquadern
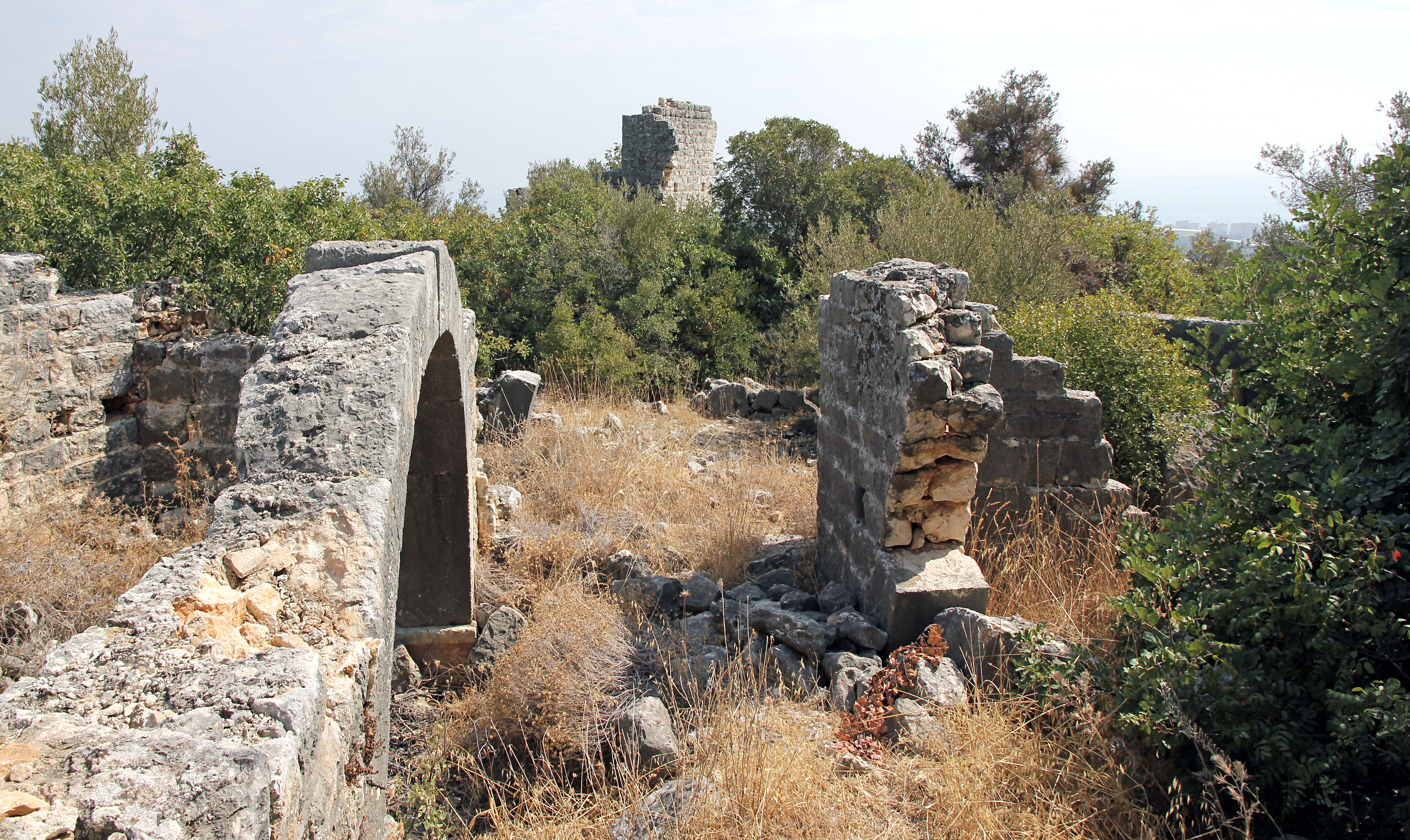
Gurtbögen